# Picnic (乐队)
Picnic（俄语：Пикник），又名Piknik，是一支俄罗斯摇滚乐队，其混合了艺术摇滚、前衛搖滾和原创俄罗斯摇滚。该乐队于 1978 年在苏联列宁格勒由 Sergey Omelnichenko、Evgeny Voloschuk、Aleksey Dobychin 和 Edmund Shklyarskiy 组建。在蘇聯時代，Picnic的歌曲因歌词提及吸毒而一度受到当局的批评。後來Picnic的歌曲不怎麼觸及社会和政治问题。
俄羅斯聯邦併吞克里米亞后的2016年，乐队因在克里米亚演出，遭烏克蘭當局禁止其在乌克兰演出。   
Picnic乐队原定于2024年3月22日在俄罗斯番紅花城市大廳举行音乐会，但不久后伊斯兰国雇佣的襲擊者在该音乐厅发动了番红花城市大厅恐怖袭击，該樂隊有工作人員在襲擊中身亡。 

## 乐队成员
现任成员：
- Edmund Shklyarskiy – 主唱、吉他、键盘（1978–1979、1981 年至今）
- Leonid Kirnos – 鼓、打击乐（1982–1984、1987 年至今）
- Marat Korchemny – 和声、贝司（2003 年至今）
- Stanislav Shklyarskiy – 键盘手（2007年至今），接替因心脏病去世的谢尔盖·沃罗宁（Sergey Voronin）。

以前的成员：
- 阿列克谢·多比钦 — 主唱 (1978—1983)
- Evgeny Voloshchuk — 贝斯吉他 (1978—1984, 1985)
- 谢尔盖·奥梅尔尼琴科 — 吉他、主唱 (1978—1981)
- 尼古拉·米哈伊洛夫 — 长笛、萨克斯管 (1978—1981)
- 亚历山大·马茨科夫 — 鼓 (1978)
- 亚历山大·康德拉什金 — 鼓 (1978-1979, 1980)
- 尤里·丹尼洛夫 — 长笛、单簧管 (1979—1981)
- 亚历山大·叶夫谢夫 — 鼓 (1979)
- 尼古拉·科尔津宁 — 鼓 (1979—1980)
- 彼得·特罗先科夫 — 鼓 (1980—1981)
- 帕维尔·康德拉坚科 — 键盘 (1980)
- 阿列克谢·马尔科夫 — 键盘 (1980)
- 米哈伊尔·帕纳耶夫 — 主唱 (1980—1981)
- Alexander Savelyev — 吉他、工程师 (1981—1990)
- Sharifzhan Abdulov — 鼓 (1981)
- 阿里·巴赫蒂亚罗夫 — 鼓 (1981—1983)
- 维克托·莫罗佐夫 — 鼓 (1982)
- 瓦迪姆·莱巴尼泽 — 键盘 (1983)
- 谢尔盖·谢佩尔 — 吉他 (1983)
- 弗拉基米尔·西佐夫 — 贝斯 (1984, 1989—1990)
- 维克托·谢尔盖耶夫 — 键盘 (1984)
- 谢尔盖·沃罗宁 — 键盘 (1984, 1986—2006)
- 亚历山大·费多罗夫 — 鼓 (1984)
- Viktor Evseev — 低音吉他、和声 (1985—1988、1990—1996)、键盘 (2007) [7]
- Yuri Klyuchantsev — 键盘、萨克斯管、打击乐（1986—1988、1990—1996）
- 瓦季姆·波诺马列夫 — 鼓 (1986—1987)
- 安德烈·梅尔昌斯基 — 吉他 (1990—1994)
- 亚历山大·罗金 (Alexander Rokin) — 贝斯吉他、和声 (1996—1999)
- Svyatoslav Obraztsov — 低音吉他、和声 (1999—2003) [8]